# Намуна (Андижанский район)
Намуна (узб. Namuna / Намуна) — посёлок городского типа, расположенный на территории Андижан [[Андижан, КургантепаРеспублики Узбекистан.
Статус посёлка городского типа с 2009 года.